# European Film Award de la meilleure réalisation
Le Prix du cinéma européen de la meilleure réalisation (European Film Award for Best Director) est une récompense cinématographique décernée depuis 1988 par l'Académie européenne du cinéma lors de la cérémonie annuelle des Prix du cinéma européen.

## Palmarès

### Années 1980 - 1990
- 1988 : Wim Wenders  pour Les Ailes du désir (Der Himmel über Berlin)
- 1989 : Géza Bereményi pour Eldorádó
- 1990 - 1999 : non décerné

### Années 2000
- 2000 : non décerné
- 2001 : Jean-Pierre Jeunet pour Le Fabuleux Destin d'Amélie Poulain
- 2002 : Pedro Almodóvar pour Parle avec elle (Hable con ella)
  - Marco Bellocchio pour Le Sourire de ma mère
  - Andreas Dresen pour Grill Point
  - Aki Kaurismäki pour L'Homme sans passé
  - Cédric Klapisch pour L'Auberge espagnole
  - Mike Leigh pour All or Nothing
  - Ken Loach pour Sweet Sixteen
  - François Ozon pour 8 femmes
  - Roman Polanski pour Le Pianiste
  - Alexandre Sokourov pour L'Arche russe
- 2003 : Lars von Trier pour Dogville
- 2004 : Alejandro Amenábar pour Mar adentro
- 2005 : Michael Haneke pour Caché
- 2006 : Pedro Almodóvar pour Volver
- 2007 : Cristian Mungiu pour 4 mois, 3 semaines, 2 jours (4 luni, 3 săptămâni şi 2 zile)
- 2008 : Matteo Garrone pour Gomorra
- 2009 : Michael Haneke pour Le Ruban blanc (Das weisse Band)
  - Jacques Audiard pour Un prophète

### Années 2010
- 2010 : Roman Polanski pour The Ghost Writer
  - Olivier Assayas pour Carlos
  - Semih Kaplanoğlu pour Miel (Bal)
  - Samuel Maoz pour Lebanon
  - Paolo Virzì pour La prima cosa bella

- 2011 : Susanne Bier pour Revenge (Hævnen)
  - les Frères Dardenne pour Le Gamin au vélo
  - Aki Kaurismäki pour Le Havre
  - Béla Tarr pour Le Cheval de Turin (A torinói ló)
  - Lars von Trier pour Melancholia

- 2012 : Michael Haneke pour Amour
  - Nuri Bilge Ceylan pour Il était une fois en Anatolie (Bir zamanlar Anadolu'da)
  - les Frères Taviani pour César doit mourir (Cesare deve morire)
  - Steve McQueen pour Shame
  - Thomas Vinterberg pour La Chasse (Jagten)

- 2013 : Paolo Sorrentino pour La grande bellezza
  - Pablo Berger pour Blancanieves
  - Abdellatif Kechiche pour La Vie d'Adèle
  - François Ozon pour Dans la maison
  - Giuseppe Tornatore pour The Best Offer (La migliore offerta)
  - Felix Van Groeningen pour Alabama Monroe (The Broken Circle Breakdown)

- 2014 : Paweł Pawlikowski pour Ida
  - Nuri Bilge Ceylan pour Winter Sleep (Kiş Uykusu)
  - Steven Knight pour Locke
  - Ruben Östlund pour Force majeure (Turist)
  - Paolo Virzì pour Les Opportunistes (Il capitale umano)
  - Andreï Zviaguintsev pour Léviathan (Левиафан, Leviafan)

- 2015 : Paolo Sorrentino pour Youth
  - Małgorzata Szumowska pour Body (Body / Ciało)
  - Yórgos Lánthimos pour The Lobster
  - Nanni Moretti pour Mia madre
  - Roy Andersson pour Un pigeon perché sur une branche philosophait sur l'existence (En duva satt på en gren och funderade på tillvaron)
  - Sebastian Schipper pour Victoria

- 2016 : Maren Ade pour Toni Erdmann
  - Paul Verhoeven pour Elle
  - Cristian Mungiu pour Baccalauréat (Bacalaureat)
  - Ken Loach pour Moi, Daniel Blake (I, Daniel Blake)
  - Pedro Almodóvar pour Julieta

- 2017 : Ruben Östlund pour The Square
  - Ildikó Enyedi pour Corps et Âme (Testről és lélekről)
  - Aki Kaurismäki pour L'Autre Côté de l'espoir (Toivon tuolla puolen)
  - Yórgos Lánthimos pour Mise à mort du cerf sacré (The Killing of a Sacred Deer)
  - Andreï Zviaguintsev pour Faute d'amour (Nelyubov)

- 2018 : Paweł Pawlikowski pour Cold War (Zimna wojna)
  - Ali Abbasi pour Border (Gräns)
  - Matteo Garrone pour Dogman
  - Samuel Maoz pour Foxtrot
  - Alice Rohrwacher pour Heureux comme Lazzaro (Lazzaro Felice)

- 2019 : Yórgos Lánthimos pour La Favorite (The Favourite)
  - Roman Polanski pour J'accuse
  - Pedro Almodóvar pour Douleur et Gloire (Dolor y gloria)
  - Céline Sciamma pour Portrait de la jeune fille en feu
  - Marco Bellocchio pour Le Traître (Il traditore)

### Années 2020
- 2020 : Thomas Vinterberg pour Drunk (Druk)
  - Agnieszka Holland pour Charlatan
  - Jan Komasa pour La Communion (Boże Ciało)
  - Pietro Marcello pour Martin Eden
  - François Ozon pour Été 85 (Été 85)
  - Maria Sødahl pour Hope (Håp)

- 2021 : Jasmila Žbanić pour La Voix d'Aïda (Quo vadis, Aida ?)
  - Radu Jude pour Bad Luck Banging or Loony Porn (Babardeală cu bucluc sau porno balamuc)
  - Florian Zeller pour The Father
  - Paolo Sorrentino pour La main de Dieu (È stata la mano di Dio)
  - Julia Ducournau pour Titane

- 2022 : Ruben Östlund pour Sans filtre  Suède  France  Allemagne  Royaume-Uni  États-Unis
  - Lukas Dhont pour Close  Belgique  Pays-Bas  France
  - Marie Kreutzer pour Corsage  Autriche  Luxembourg  Allemagne  France
  - Jerzy Skolimowski pour Eo  Pologne  Italie
  - Ali Abbasi pour Les Nuits de Mashhad  Allemagne  Danemark  France  Suède

- 2023 : Justine Triet pour Anatomie d'une chute  France
  - Aki Kaurismäki pour Les Feuilles mortes  Finlande
  - Agnieszka Holland pour Green Border  Pologne
  - Matteo Garrone pour Moi, capitaine  Italie  Belgique
  - Jonathan Glazer pour The Zone of Interest  États-Unis  Royaume-Uni  Pologne

- 2024 : Jacques Audiard pour Emilia Pérez
  - Andrea Arnold pour Bird
  - Pedro Almodóvar pour La Chambre d'à côté
  - Mohammad Rasoulof pour Les Graines du figuier sauvage
  - Maura Delpero pour Vermiglio ou La Mariée des montagnes